# 1911–1912-es román labdarúgó-bajnokság (első osztály)
Az 1911–12-es román labdarúgó-bajnokság a román labdarúgó-bajnokság legmagasabb osztályának harmadik alkalommal megrendezett bajnoki éve volt. A pontvadászat 3 csapat részvételével zajlott. 
A bajnokságot az United Ploiești nyerte az ezüstérmes Colentina București, és a bronzérmes Olimpia București előtt.